# Furudal
Furudal – miejscowość (tätort) w Szwecji, w regionie administracyjnym (län) Dalarna, w gminie Rättvik.
Według danych Szwedzkiego Urzędu Statystycznego liczba ludności wyniosła: 396 (31 grudnia 2015), 436 (31 grudnia 2018) i 436 (31 grudnia 2019).